# Episodi di Scorpion (terza stagione)
La terza stagione della serie televisiva Scorpion, composta da 25 episodi, viene trasmessa negli Stati Uniti dalla CBS dal 3 ottobre 2016 al 15 maggio 2017.
In Italia, la stagione va in onda in chiaro su Rai 4: la prima parte (episodi 1-13) viene trasmessa dal 16 febbraio al 23 marzo 2017. Dopo una lunga pausa, il 10 gennaio 2018 la trasmissione riparte con le repliche dei primi 13 episodi, seguiti dalla messa in onda della seconda parte (episodi 14-25) dal 7 febbraio al 7 marzo 2018.
| nº | Titolo originale                   | Titolo italiano                | Prima TV USA     | Prima TV Italia  |
| -- | ---------------------------------- | ------------------------------ | ---------------- | ---------------- |
| 1  | Civil War                          | Guerra civile                  | 3 ottobre 2016   | 16 febbraio 2017 |
| 2  | More Civil War                     | Ancora guerra civile           | 3 ottobre 2016   | 16 febbraio 2017 |
| 3  | It Isn't the Fall That Kills You   | Non è la caduta che ti uccide  | 10 ottobre 2016  | 16 febbraio 2017 |
| 4  | Little Boy Lost                    | Il bambino scomparso           | 17 ottobre 2016  | 23 febbraio 2017 |
| 5  | Plight at the Museum               | Missione al museo              | 24 ottobre 2016  | 23 febbraio 2017 |
| 6  | Bat Poop Crazy                     | Un film dell'orrore            | 31 ottobre 2016  | 2 marzo 2017     |
| 7  | We're Gonna Need a Bigger Vote     | Elezioni                       | 7 novembre 2016  | 2 marzo 2017     |
| 8  | Sly and the Family Stone           | Una vera famiglia              | 14 novembre 2016 | 9 marzo 2017     |
| 9  | Mother Load                        | Una madre difficile            | 21 novembre 2016 | 9 marzo 2017     |
| 10 | This Is the Pits                   | In fondo al pantano            | 12 dicembre 2016 | 16 marzo 2017    |
| 11 | Wreck the Halls                    | Trappola nella baita           | 19 dicembre 2016 | 16 marzo 2017    |
| 12 | Ice Ca-Cabes                       | Cabe-tto di ghiaccio           | 2 gennaio 2017   | 23 marzo 2017    |
| 13 | Faux Money Maux Problems           | Soldi falsi problemi veri      | 16 gennaio 2017  | 23 marzo 2017    |
| 14 | The Hole Truth                     | La buca della verità           | 23 gennaio 2017  | 7 febbraio 2018  |
| 15 | Sharknerdo                         | Sharknerdo                     | 6 febbraio 2017  | 7 febbraio 2018  |
| 16 | Keep It in Check, Mate             | Scacco matto                   | 13 febbraio 2017 | 14 febbraio 2018 |
| 17 | Dirty Seeds, Done Dirt Cheap       | Semi allucinogeni              | 20 febbraio 2017 | 14 febbraio 2018 |
| 18 | Don't Burst My Bubble              | Non far scoppiare la mia bolla | 27 febbraio 2017 | 21 febbraio 2018 |
| 19 | Monkey See, Monkey Poo             | La scimmia vede, la scimmia fa | 13 marzo 2017    | 21 febbraio 2018 |
| 20 | Broken Wind                        | In balia del vento             | 20 marzo 2017    | 28 febbraio 2018 |
| 21 | Rock Block                         | Il blocco di roccia            | 10 aprile 2017   | 28 febbraio 2018 |
| 22 | Strife on Mars                     | Conflitto su Marte             | 17 aprile 2017   | 28 febbraio 2018 |
| 23 | Something Burrowed, Something Blew | Un matrimonio a rischio        | 1º maggio 2017   | 7 marzo 2018     |
| 24 | Maroon 8                           | Sperduti                       | 8 maggio 2017    | 7 marzo 2018     |
| 25 | Scorp Family Robinson              | Nessun uomo è un'isola         | 15 maggio 2017   | 7 marzo 2018     |